# Laqsabi Tagoust
Laqsabi Tagoust (en àrab لقصابي تاكوست, Laqṣābī Tāgūst; en amazic ⵍⵇⵚⴰⴱⵉ ⵜⴰⴳⵓⵙⵜ) és una comuna rural de la província de Guelmim, a la regió de Guelmim-Oued Noun, al Marroc. Segons el cens de 2014 tenia una població total de 2.416 persones